# Osbornellus sanderanus
Osbornellus sanderanus är en insektsart som beskrevs av Dlabola 1987. Osbornellus sanderanus ingår i släktet Osbornellus och familjen dvärgstritar. Inga underarter finns listade i Catalogue of Life.